# Seuls et tous pixélisés
Seuls et tous pixélisés est un épisode de la série télévisée d'animation Les Simpson. Il s'agit du douzième épisode de la trente-troisième saison et du 718e de la série.

## Synopsis
Quand Homer et Marge sont perdus dans un désert glacé, ils doivent repousser leurs limites pour survivre.

## Réception
Lors de sa première diffusion, l'épisode a attiré 1,41 million de téléspectateurs.